# Росси, Оскар
Оскар Пабло Росси (исп. Óscar Pablo Rossi; 27 июля 1930, Буэнос-Айрес — 6 сентября 2012, там же) — аргентинский футболист, полузащитник.

## Клубная карьера
Оскар Росси начинал свою футбольную карьеру в команде «Уракан» в 1950 году. В 1954 году Росси перешёл в клуб «Расинг», в составе которого долго не пробыл и вернулся в «Уракан» в следующем же сезоне. В 1960-м году Росси перебрался в «Сан-Лоренсо», вместе с которым Росси участвует в первом розыгрыше Кубка Либертадорес. В домашней игре против бразильской «Баии» Росси забивает первый гол на 60-й минуте, который также стал первым голом аргентинского клуба в Кубке Либертадорес. С 1965 по 1967-й год Росси выступал за колумбийский «Атлетико Насьональ», перуанский «Спортинг Кристал» и аргентинский «Альмагро».

## Международная карьера
Оскар Росси попал в состав сборной Аргентины на Чемпионат мира 1962 года. Однако из 3-х матчей Аргентины на турнире Росси появился на поле лишь в одном из них: в первой игре группового турнира против сборной Болгарии.